# Lehututu
Lehututu är en by i underdistriktet Kgalagadi North i distriktet Kgalagadi, Botswana. Den ligger i Kalahariöknen. Orten har 1 956 invånare (2011).
Närmaste större ort är Hukuntsi.